# San Lorenzo in Nicolanaso

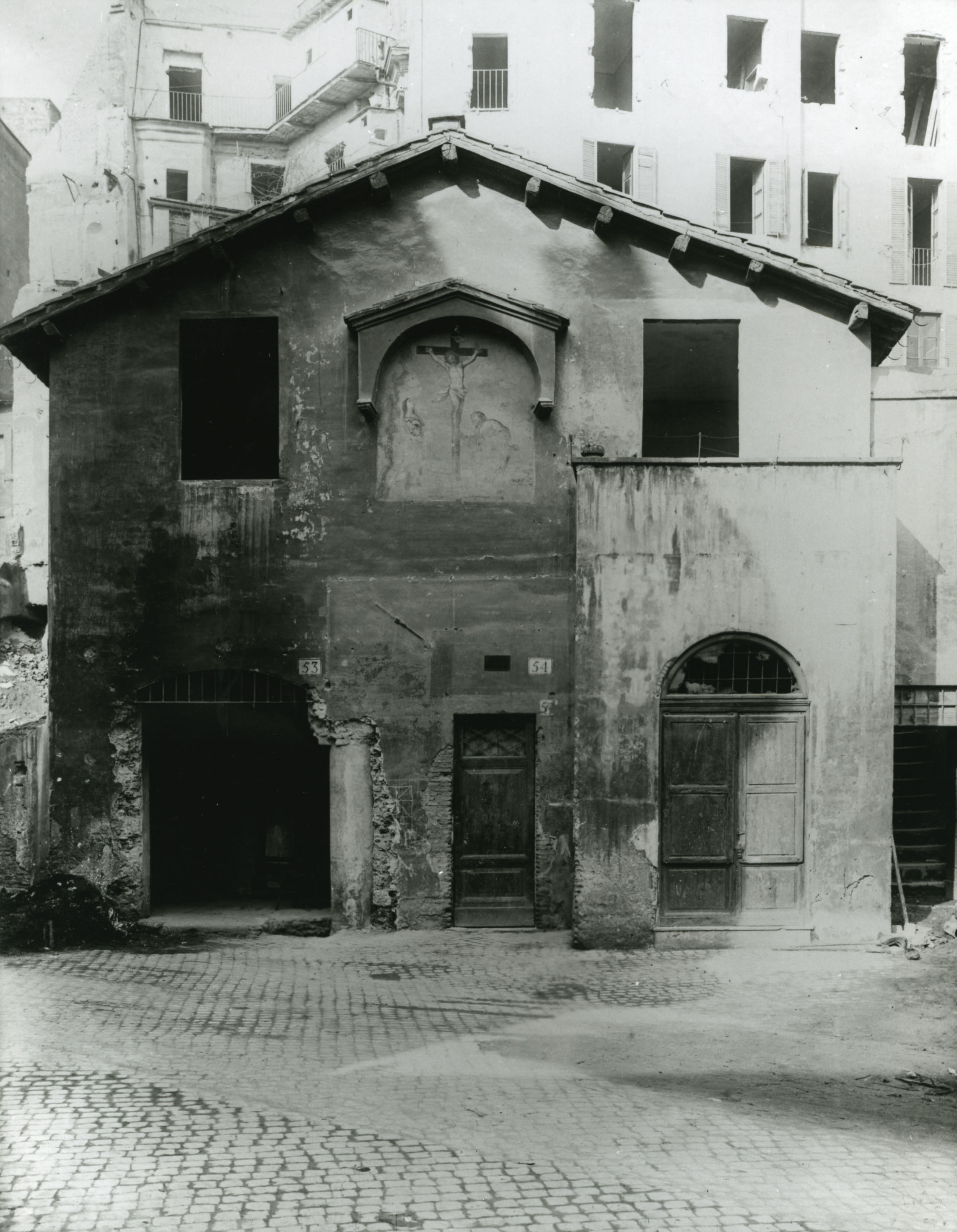
Vista da igreja antes da demolição.

San Lorenzo in Nicolanaso, chamada também de San Lorenzo de Palpitario, San Lorenzo sub Capitoli e San Lorenzo de Papitariis, era uma igreja de Roma que ficava localizada na Via della Consolazione, no rione Campitelli, perto da encosta sul do monte Capitolino e perto da Rocha Tarpeia. Era dedicada a São Lourenço, mas o significado do termo "Nicolanaso" é incerto. Foi demolida em 1941 no contexto das obras de liberação do monte Capitolino.

## História

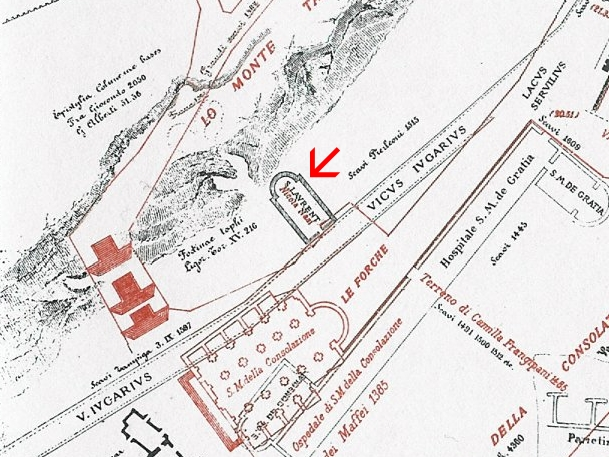
Mapa de Rodolfo Lanciani (1893-1901)

Esta igreja foi mencionada no Catalogo di Cencio Camerario, uma lista das igrejas de Roma compilada por Cencio Savelli em 1192, com o nome de Sco. Laurentio Nicolai Nasonis. Uma inscrição medieval preservada no local afirma que a igreja foi consagrada em 1241, mas como ela já havia sido mencionada em 1192, conclui-se que esta inscrição comemora uma reforma. Em 1425, no "Catalogo delle Chiese di Roma", Nicola Signorilli faz referência a uma igreja chamada Sci. Laurentii in Nicolariasu. Michele Lonigo (1572–1638) menciona em sua obra que o "Catalogo di tutte le chiese antiche e moderne" (1627) que a igreja havia sido desconsagrada e convertida em residência privada.
Na década de 1920, durante o regime fascista de Mussolini, um grande programa de obras liberou as imediações do monte Capitolino de todo um bairro que ia de Santa Maria in Aracoeli até o Teatro de Marcelo e o sopé do monte; todos os edifícios, sagrados ou não, foram demolidos. A igreja de San Lorenzo propriamente dita foi demolida em 1941.

## Descrição
Apesar de ter sido desconsagrada séculos antes, o edifício ainda parecia uma igreja. Dois portais, o da esquerda quadrado e o da direita arqueado, foram criados na fachada dos dois lados da antiga entrada. Esta última foi reduzida a uma pequena porta ligeiramente deslocada para direita em relação ao centro, mas o fragmento de uma coluna antiga ainda estava incorporada na estrutura do edifício do lado esquerdo, no canto direito do portal; aparentemente ela era parte da entrada original. O portal arqueado da direita tinha uma parede de reforço, provavelmente para fortalecer a estrutura. 
Sobre as entradas ficavam duas janelas retangulares de tamanhos diferentes. Entre elas ficava um afresco da "Crucificação", que mostrava Cristo na cruz acompanhado pela Virgem Maria e por São João Evangelista. Este afresco tinha o topo arqueado e era protegido por um dossel de duas águas. No gablete do edifício não havia nada.